# Короткокошик Мільде
Короткокошик Мільде (Brachythecium mildeanum) — вид мохів порядку гіпнобрієвих (Hypnales).

## Поширення
Ареал охоплює такі частини світу: Європа, Макаронезія Північна Америка, Азія, Австралія.
Росте у вологих або вологих місцях, насичених вапном або основою, від світлих до частково затінених. Середовищем проживання є, зокрема, болота і вологі луки, весняні луки, відкриті пустощі та болота, а також росте на суглинистих ґрунтах.

## Характеристика
Міцні, до десяти сантиметрів заввишки, від розпростертих до висхідних, неправильно розгалужені рослини утворюють блідо-зелені або жовто-зелені нещільні газони. На стеблах є лише розріджені або відсутні ризоїди. Листки мають довжину приблизно до трьох міліметрів, не зігнуті або помірно поздовжньо складені, трикутно-ланцетні та поступово звужуються до довгого тонкого кінця. Краї листя плоскі або частково вузько закручені, а весь край дуже дрібно зубчастий. Листова жилка простягається над серединою листка. Листя гілок трохи менше. Плодоносить вид рідко. Коробочкові ніжки гладкі, завдовжки 2–2.5 (рідше до 4) сантиметрів. Подовжено-яйцеподібна коробочка нахилена до горизонталі, зігнута, кришечка конічна. Спори дрібнобугоркові й мають розмір від 14 до 22 мікрометрів.

## Галерея

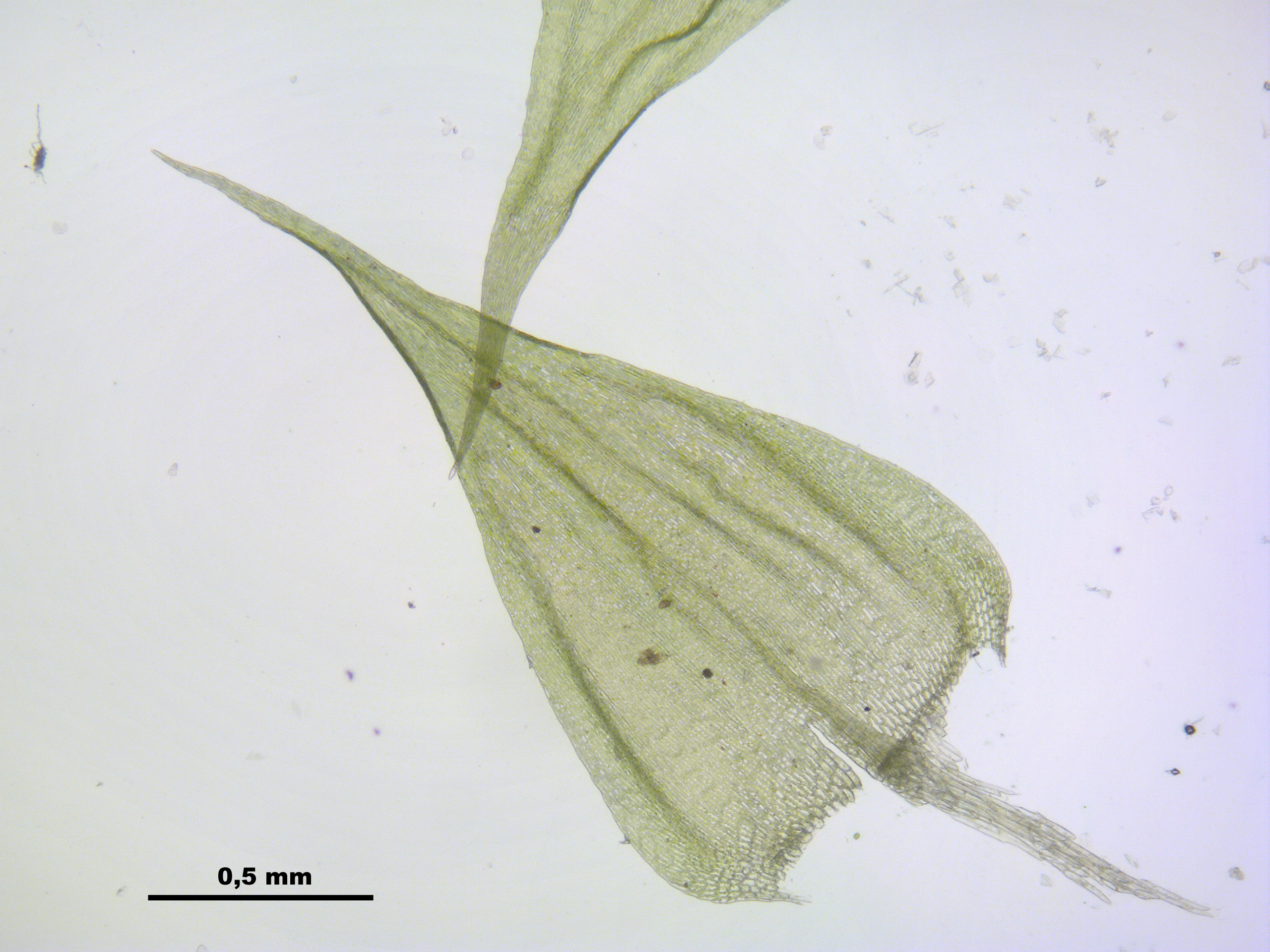
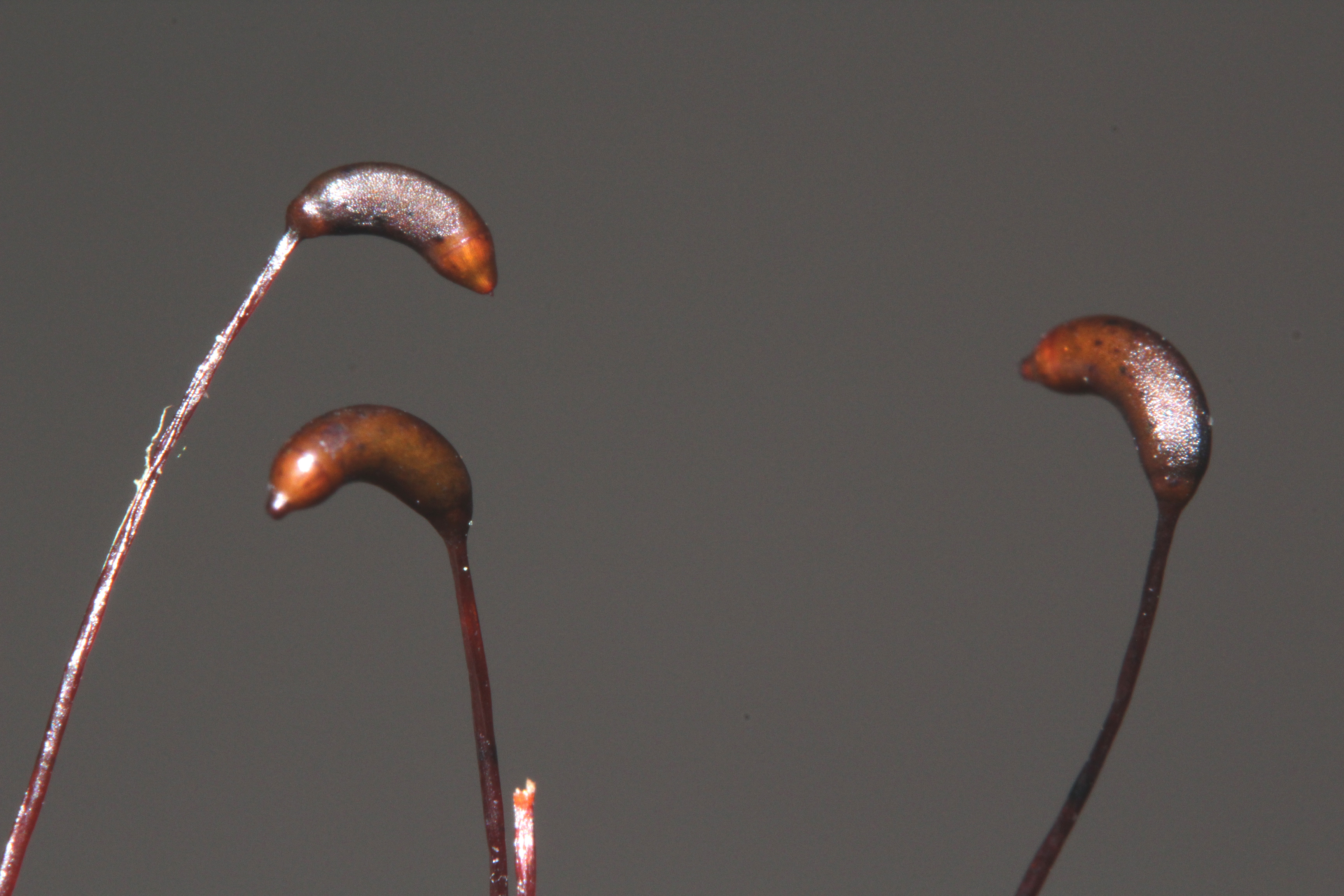
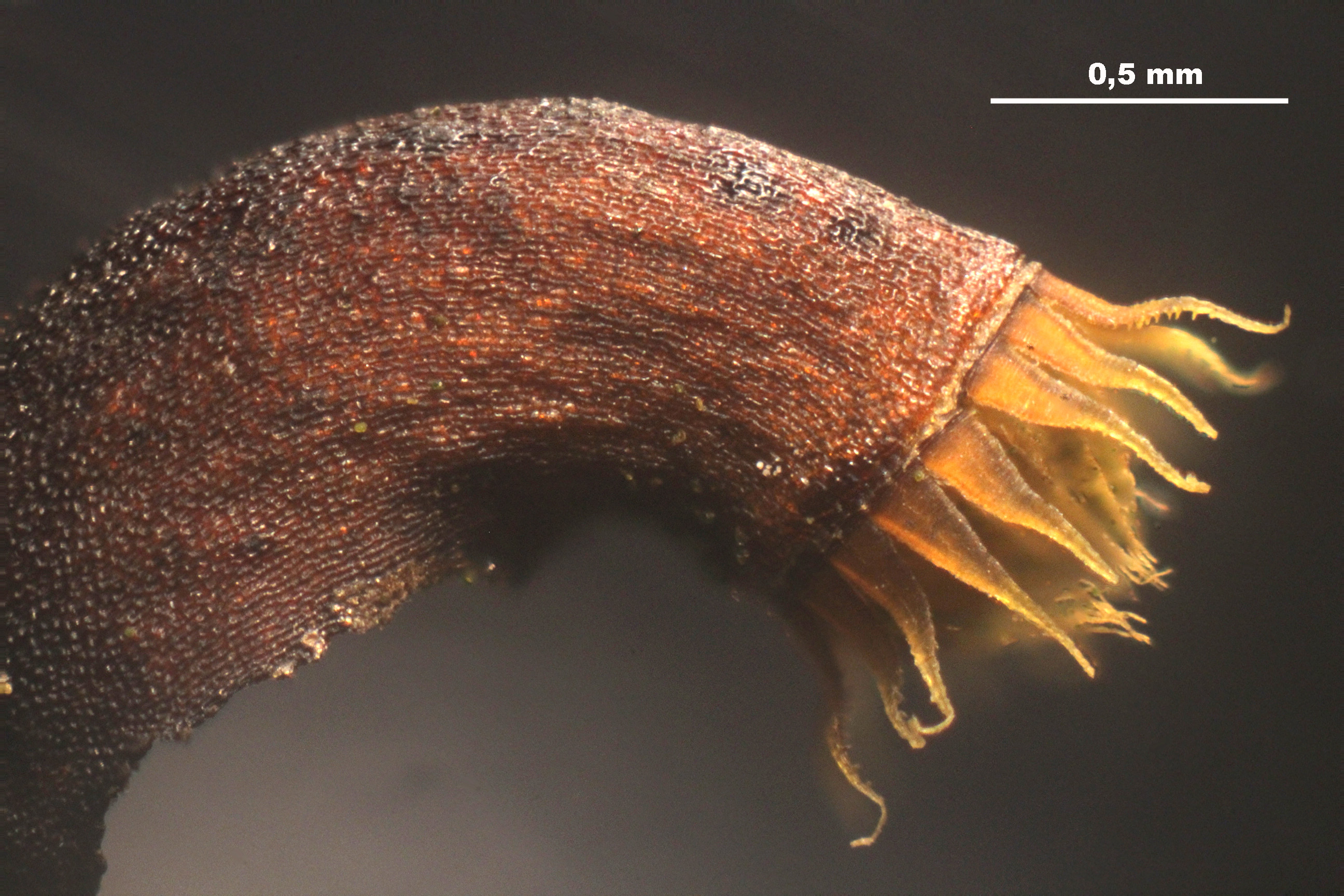